# Буковець (Великотирновська область)
Бу́ковець (болг. Буковец) — село у Великотирновській області Болгарії. Входить до складу общини Велико-Тирново.

## Населення
За даними перепису населення 2011 року у селі проживала 41 особа, усі — болгари.
Розподіл населення за віком у 2011 році:
Динаміка населення: